# Miasteczko (Krzyczew)
Miasteczko – część wsi Krzyczew w Polsce, położona w województwie lubelskim, w powiecie bialskim, w gminie Terespol.
W latach 1975–1998 Miasteczko należało administracyjnie do województwa bialskopodlaskiego.